# Knut Ekwall
Knut Alfred Ekwall (Säby socken, Småland, 3 april 1843 – Tranås, 16 april 1912) was een Zweedse kunstschilder.

## Leven en werk
Ekwall studeerde aan de kunstacademie in Stockholm (1860-1866), waar hij zich bekwaamde in tekenen en het maken van houtsnedes. Ook zijn zus Emma Ekwall studeerde aan de academie. Dankzij financiële steun van mecenas Gustaf Trolle-Bonde kon hij zich in 1870 in Duitsland vestigen, hij woonde en werkte aanvankelijk in München en later in Leipzig. Hij illustreerde met zijn gravures onder meer diverse Duitse en Zweedse tijdschriften. In 1876 werd hij leerling van de Berlijnse schilder Ludwig Knaus, waarna hij zich meer op schilderen richtte. Ekwall trouwde met de Duitse pianiste en zangeres Theresa Burkowitz-Ponitz. In 1885 keerde Ekwall met zijn gezin terug naar Zweden. Van 1890 tot begin 1899 gaven zij optredens met kamermuziek in Scandinavië, waarbij Ekwalls vrouw zong en de kinderen haar op piano en viool begeleidden. Sommigen volgden hun vader in het artistieke spoor en werden schilders, dochter Runa Bülow-Hübe werd beeldhouwster. 
Als schilder maakte Ekwall portretten, landschappen en genrestukken waarin vaak kinderen een rol speelden. Op 13 maart 1912 brak er brand uit in Ekwalls villa in Romano en een grote hoeveelheid kunst ging verloren. Ekwall was al geruime tijd ziek en lag boven. Hij kon worden gered en werd naar het nabijgelegen Romanäs sanatorium overgebracht. Hij overleed daar een paar weken later, kort na zijn negenenzestigste verjaardag.

## Galerij

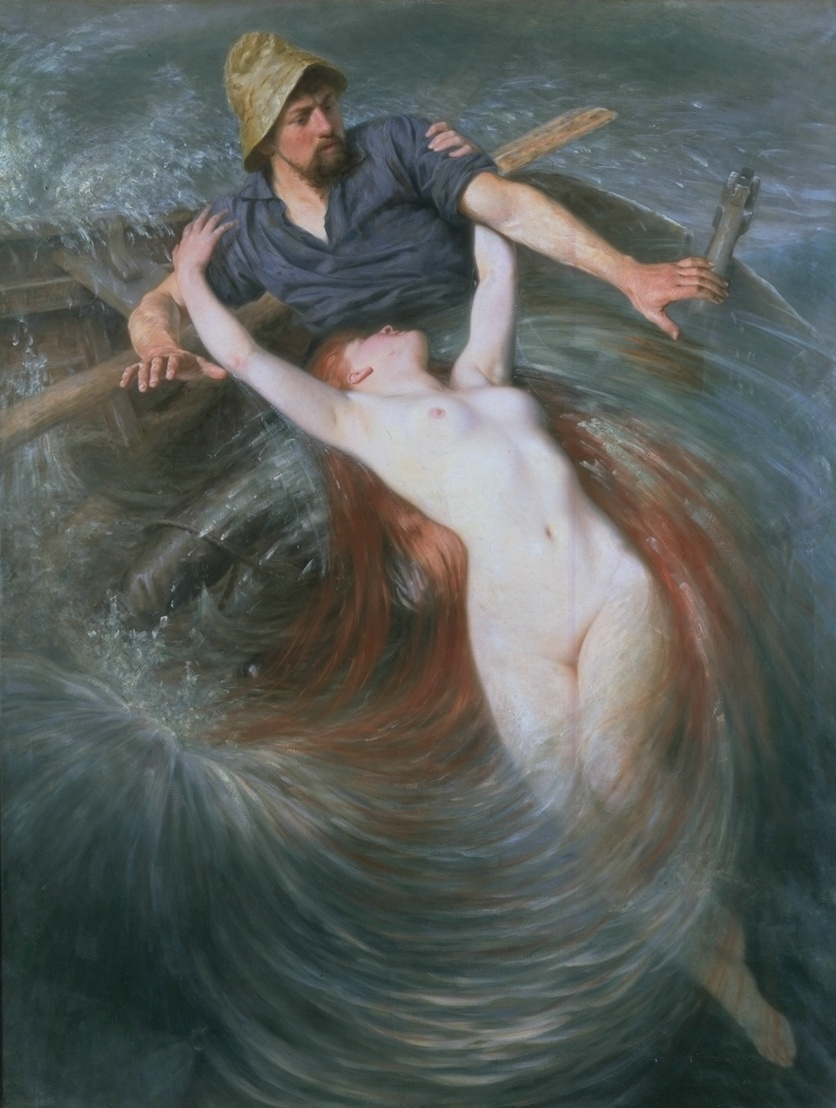
De visser en de Sirene
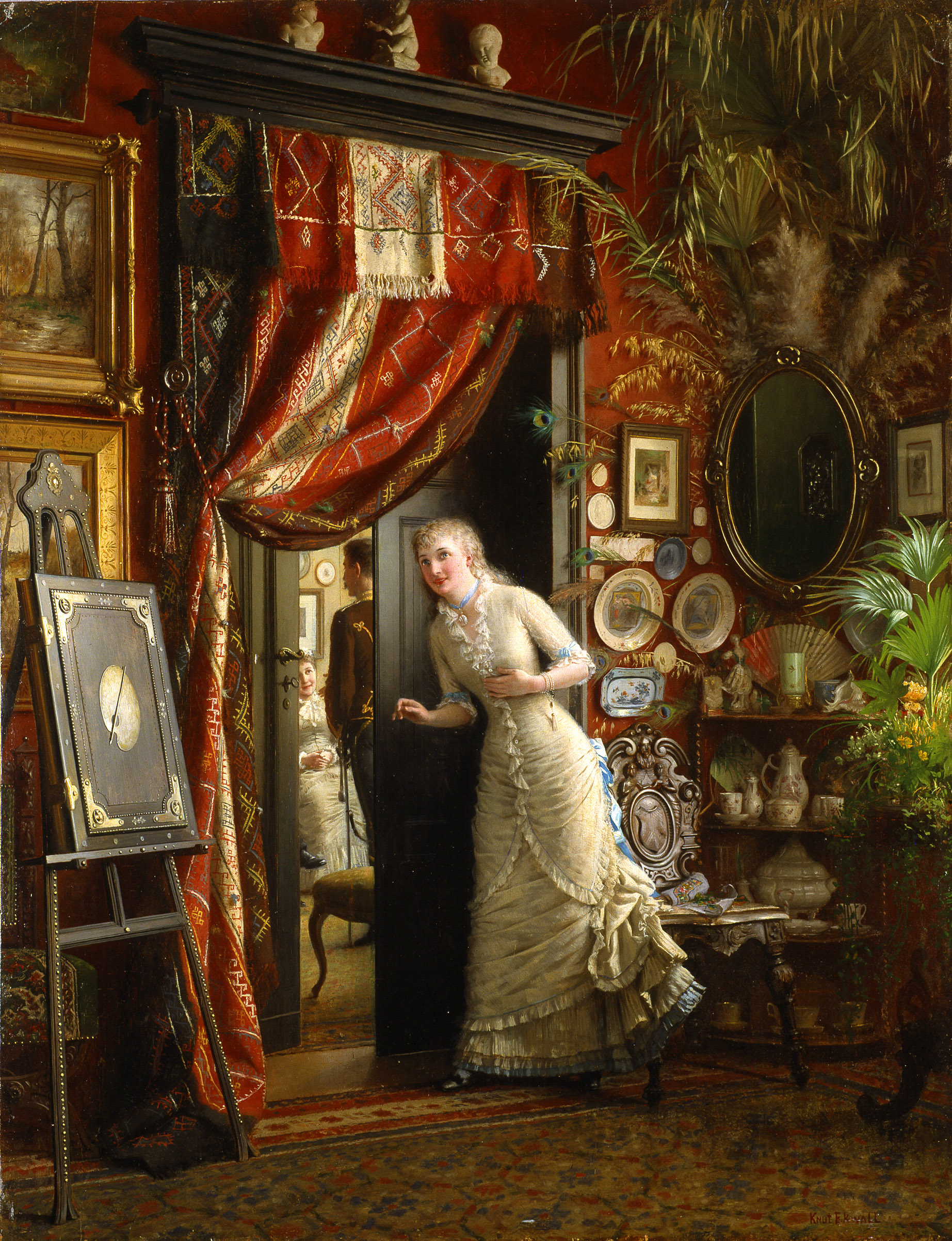
Het aanzoek
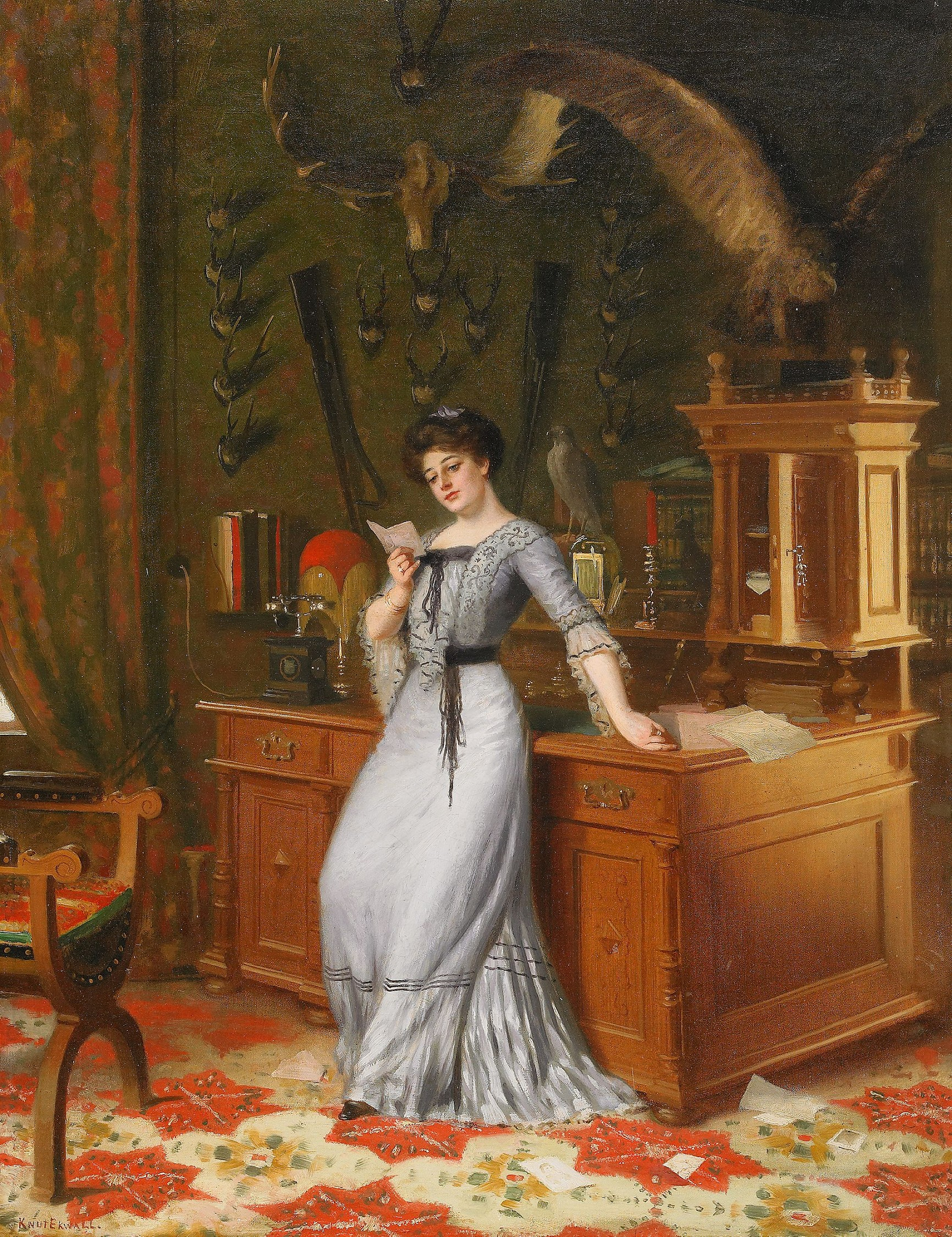
Meisje met brief